# Michail Wiktorowitsch Kirpitschow
Michail Wiktorowitsch Kirpitschow (russisch Михаил Викторович Кирпичёв; * 11. Augustjul. / 23. August 1879greg. in St. Petersburg; † 10. Januar 1955 in Moskau) war ein russischer Physiker und Hochschullehrer.

## Leben
Kirpitschow, Sohn des Physikers Wiktor Lwowitsch Kirpitschow, besuchte das 3. Charkower Gymnasium und studierte dann am St. Petersburger Technologie-Institut mit Abschluss 1907.
Kirpitschow forschte und lehrte im Leningrader Physikalisch-Technischen Institut und im Leningrader Polytechnischen Institut sowie im Leningrader Zentralen Kesselturbineninstitut und im Energetischen Institut der Akademie der Wissenschaften der UdSSR (AN-SSSR, ab 1991 Russische Akademie der Wissenschaften (RAN)). Dazu lehrte er auch am Moskauer Energetischen Institut (MEI) und am Moskauer Chemiemaschinenbau-Institut. 1929 wurde er zum Korrespondierenden Mitglied und 1939 zum Vollmitglied der AN-SSSR gewählt.
Kirpitschows Forschungsschwerpunkte waren der konvektive Wärmeaustausch in Rohren mit unterschiedlichen Querschnitten, die hydrodynamische Theorie des Wärmeaustauschs in Heizkraftwerken und die Gebäudebelüftung. Sein positives Gutachten im Januar 1949 zu Alexander Alexandrowitsch Gawronskis Angebot an die Sachalin-Fischindustrie-Hauptverwaltung, auf Kamtschatka ein Geothermie-Kraftwerk zu errichten, initiierte entsprechende Studien auf Kamtschatka und 1955 den Beschluss zum Bau dieses Kraftwerks, das unter der Leitung Samson Semjonowitsch Kutateladses gebaut wurde und 1967 in Betrieb ging.
Am bedeutendsten waren Kirpitschows Arbeiten zur Ähnlichkeitstheorie und zur physikalischen Modellierung technischer Prozesse und Anlagen. Zusammen mit Alexander Adolfowitsch Guchman formulierte er die notwendigen und hinreichenden Bedingungen für die Ähnlichkeit physikalischer Phänomene. Diese Arbeiten zur Ähnlichkeitstheorie wurden von Samson Semjonowitsch Kutateladse fortgeführt.
Kirpitschow war verheiratet mit der Sängerin und Filmschauspielerin Serafima Fjodorowna Kirpitschowa geborene Gordejenko (1891–1974).
Kirpitschow wurde auf dem Nowodewitschi-Friedhof begraben.

## Ehrungen, Preise
- Stalinpreis II. Klasse (1941) für die 1936 veröffentlichte Arbeit zur Modellierung von Wärmeanlagen[2]
- Orden des Roten Banners der Arbeit (1945)
- Leninorden (1953)